# 322 (film)
322 je celovečerní hraný debut slovenského režiséra Dušana Hanáka. V tomto slovenském psychologickém dramatu si zahrál hlavní postavu český herec Václav Lohniský. Film pojednává s dokumentaristickou suchostí o muži, který byl dříve komunistický funkcionář, později se vrátil ke kuchařskému řemeslu a který tuší, že má rakovinu (číslo v názvu odkazuje k číselnému označení diagnózy). Hlavní postava chápe chorobu jako trest za to, co vykonal v 50. letech.
Za film získal Dušan Hanák Grand Prix spolu s filmem Medium Cool na 18. MFF v Mannheimu, a to bez vědomí Filmexportu, v té době byl film již v Československu zakázán.